# Sony Ericsson W800
Sony Ericsson W800 (доступен как W800i и W800c) — трёхдиапазонный мобильный телефон 2005 года фирмы Sony Ericsson, первый телефон компании, выпущенный под брендом Walkman.
Фактически W800 является клоном модели Sony Ericsson K750i, вследствие чего может считаться телефоном «всё в одном»: принадлежность к линейке Walkman указывает на неплохой звук и плеер Walkman 1.0, а от k750 телефон унаследовал один из лучших в своем классе модуль камеры.

## Технические характеристики
| Общие характеристики                        | Общие характеристики |
| ------------------------------------------- | --- |
| Диапазоны частот                            | GSM 900, GSM 1800, GSM 1900 |
| Тип корпуса                                 | классический |
| QWERTY-клавиатура                           | нет |
| Конструкция                                 | джойстик |
| Антенна                                     | встроенная |
| Вес                                         | 99 г. |
| Размер                                      | 100x46x21 мм |
| Звонки                                      | |
| Тип мелодий                                 | 40-голосная полифония, MP3-мелодии |
| Виброзвонок                                 | есть |
| Редактор мелодий                            | есть |
| Связь                                       | |
| Интерфейсы                                  | IRDA, USB, Bluetooth |
| Доступ в интернет                           | WAP 2.0, GPRS, POP/SMTP-клиент |
| Модем                                       | есть |
| Синхронизация с компьютером                 | есть |
| Сообщения                                   | |
| Дополнительные функции SMS                  | ввод текста со словарём, шаблоны сообщений, отправка SMS нескольким адресатам |
| MMS                                         | есть |
| EMS                                         | есть |
| Другие функции                              | |
| Громкая связь(встроенный динамик)           | есть |
| Управление                                  | голосовой набор, голосовое управление |
| Автодозвон                                  | есть |
| Звуковая индикация времени разговора        | есть |
| Режимы кодирования звука HR, FR, EFR        | есть |
| Экран                                       | |
| Тип экрана                                  | цветной 1.8″ TFT экран, 262144 цветов |
| Размер изображения                          | число строк — 7, 176x220 пикс. |
| Русификация                                 | есть |
| Мультимедийные возможности                  | |
| Встроенная фотокамера                       | 1632x1224 (2 млн пикс.), цифровой Zoom 4x, автофокус |
| Запись видеороликов                         | есть |
| Аудио                                       | FM-радиоприемник, MP3-проигрыватель |
| Диктофон                                    | есть |
| Игры                                        | есть |
| Java-приложения                             | есть |
| Объём встроенной памяти                     | 34 МБ |
| Тип карты памяти                            | Memory Stick PRO Duo (До 2 ГБ) |
| Питание                                     | |
| Тип аккумулятора                            | Li-polymer |
| Ёмкость аккумулятора                        | 900 мАч |
| Время разговора                             | 9:00 ч: мин |
| Время ожидания                              | 400:00 ч: мин |
| Записная книжка и органайзер                | |
| Записная книжка в аппарате                  | 510 номеров |
| Поиск по книжке                             | есть |
| Обмен между SIM-картой и внутренней памятью | есть |
| Прямой (flash) набор                        | 8 номеров |
| Органайзер                                  | будильник, калькулятор, планировщик задач |
| Дополнительная информация                   | |
| Комплектация                                | телефон, аккумулятор, сетевое з/у, стерео наушники с адаптером, интерфейсный кабель, карта памяти Memory Stick PRO Duo 512 МБ, переходник для разъема Memory Stick, диск ПО, инструкция |
| Особенности                                 | Реальный объём свободной памяти может изменяться в зависимости от предварительной конфигурации телефона; фонарик                                                                        |

## Похожие модели
- Sony Ericsson K750i
- Sony Ericsson D750i
- Sony Ericsson W700i
- Sony Ericsson W810i
- Motorola ROKR E1